# مستوى الأصل
مستوى الأصل في نظام الإحداثيات الكروية هو مستوي يجزئ الكرة إلى نصفين.وحينها يكون خط العرض بالنسبة لأي نقطة هي الزاوية بين مستوى الأصل والخط المستقيم الذي يصل تلك النقطة بمركز الكرة.
| النظام               | مستوى الأصل    |
| -------------------- | -------------- |
| نظام إحداثي جغرافي   | خط الاستواء    |
| نظام إحداثي أفقي     | خط الأفق       |
| نظام إحداثي استوائي  | مستوى الاستواء |
| نظام إحداثي بروجي    | مستوى البروج   |
| نظام إحداثي مجري     | مستوى المجرات  |
| نظام إحداثي فوق مجري | مستوى فوق مجري |